# 双桥坪镇
双桥坪镇，是中华人民共和国湖南省常德市鼎城区下辖的一个乡镇级行政单位。

## 行政区划
双桥坪镇下辖以下地区：
双桥坪社区、涂家坪村、金鸡岩村、五同庵村、双堰角村、农夫堰村、官堰坪村、南洋坪村、马安山村、大桥村、宋家坪村、刘家湾村、江家挡村、李家铺村、白鹤亚村和王家咀村。